# Mengistu Lemma
Pour les articles homonymes, voir Mengistu Haile Mariam et Lemma.
Mengistu Lemma (en amharique : መንግስቱ ለማ ; août 1925 - juillet 1988) est un dramaturge et poète éthiopien.

## Biographie
Mengistu est né à Harar, d'Aläqa Lemma Hailu et de Wäyzäro Abebech Yilma. Après avoir suivi des études religieuses traditionnelles à l'église Tiqo Medane Selassie, dans laquelle son père était aläqa (titre de chef ecclésiastique), il suivit son père à Addis-Abeba, où il avait été nommé aläqa, en l'église Qatchane Medhane'alem. Une fois là, Mengistu fut admis à l'école secondaire « Kotäbä Qädamawi Haylä Sellassié ».
En 1948, Mengistu réussit l'examen d'entrée à l'École polytechnique de Regent Street à Londres. Il intégra ensuite la London School of Economics. Durant les six années qu'il passa à Londres, il put rencontrer et établir des relations d'amitié avec le célèbre auteur de théâtre britannique George Bernard Shaw.
En 1954, Mengistu retourna en Éthiopie d'où il fut envoyé à l'ambassade éthiopienne en Inde comme fonctionnaire. C'est là qu'il acheva sa pièce Telfo bä kissie (« Mariage par enlèvement ») (1959), qu'il avait créée pour une cérémonie de mariage lorsqu'il était en Éthiopie. Cette pièce fut la première comédie moderne de l'histoire du théâtre éthiopien. Il écrivit également Yalacha Gabicha (« Le Mariage des Inégaux ») (1964), Tsere Colonialist and Bale Kaba Ena Bale Daba (1979). De plus, Mengistu traduisit L'ours d'Anton Tchekhov, sous le nom de Dandiew Chabude, et  An Inspector Calls de J.B. Priestley, sous le pseudonyme de Tayaqi. Il publia aussi le premier livre en amharique sur les techniques de l'art dramatique.
Les préoccupations de Mengistu Lemma dans ses pièces de théâtre sont autant d'ordre politique et social qu'une réflexion sur l'articulation entre culture et tradition face à la modernité.
- Telfo Be Kissie Cette pièce aborde la réalité sociale qui dominait en Éthiopie à son époque. L'enlèvement était considéré comme un moyen de se marier (que la femme soit d'accord ou pas) au sein de la société traditionnelle éthiopienne. Mengistu Lemma exprime son espoir de voir se développer une société dans laquelle les mâles donnent la priorité à la rationalité et au respect des intérêts des femmes à travers le personnage principal de la pièce : Bezabih.